# ゴティエ
ゴティエ（Gotye、1980年5月21日 - ）は、オーストラリアのシンガーソングライターである。ベルギーで生まれ、2006年にアルバム『Like Drawing Blood』のヒットで、オーストラリア国内で知名度を獲得。また、2011年に発表されたシングル Somebody That I Used to Know は、全世界18ヶ国で1位を獲得した彼の代表曲であり、この曲は3rdアルバム『Making Mirrors』に収録されている。

## 人物
1980年にベルギーで生まれ、2歳の時にオーストラリアへ移住。2006年に発表したアルバム『Like Drawing Blood』で、本格的にオーストラリア国内でブレイクを果たし、このアルバムは結果的にダブル・プラチナムを獲得。そして、前作から6年以上を空けた2011年にアルバム『Making Mirrors』を発表。このアルバムからの2ndシングル「"Somebody That I Used to Know"」は全世界で大ヒットを記録。結果的に、アルバム『Making Mirrors』も売り上げを大幅に伸ばし、アメリカでの50万枚セールスでのゴールドディスク獲得に加え、世界各国でゴールド・ディスク以上を獲得している。また、オーストラリアでは数々の音楽賞を受賞しており、オーストラリアを代表する音楽授賞式「ARIAアワード2011」では計6部門を勝ち取った。2013年、第55回グラミー賞においてシングル曲「"Somebody That I Used to Know"」が最優秀レコード賞、最優秀ポップ・デュオ/グループ・パフォーマンス賞を受賞。また『Making Mirrors』は最優秀オルタナティヴ・ミュージック・アルバム賞を受賞し、ノミネートされていた主要部門を含む全3部門をすべて受賞した。なお、オーストラリア出身のアーティストによる最優秀レコード賞受賞は、オリビア・ニュートン＝ジョンの「愛の告白（I Honestly Love You）」以来、実に38年ぶりの受賞となった。高校・大学で日本語を勉強して三重県津市にある私立高田高等学校の交換留学プログラムを利用しホームステイに来ていたことがある。またその当時に東京に二度来ている。

## ミュージックキャリア
2003年2月15日、デビューアルバム『Boardface』をリリース。オーストラリアの国内アルバムチャートにて、最高93位を記録している。
2006年5月21日、2ndアルバム『Like Drawing Blood』をリリース。オーストラリアの国内アルバムチャートにて、最高13位を記録し、ダブルプラチナムを獲得。
2011年8月19日、前作から6年近くを空けて、3rdアルバム『Making Mirrors』をリリース。シングル「"Somebody That I Used to Know"」の世界的大ヒットも相まって、世界各国のアルバムチャートにて上位を獲得。

## ディスコグラフィー

### アルバム
| タイトル                                 | 概要                                                                              | 各国チャート最高位 | 各国チャート最高位 | 各国チャート最高位 | 各国チャート最高位 | 各国チャート最高位 | 各国チャート最高位 | 各国チャート最高位 | 各国チャート最高位 | 各国チャート最高位 | 各国チャート最高位 | ゴールド認定                                                                                    | 販売枚数     |
| タイトル                                 | 概要                                                                              | ｵｰｽﾄﾗﾘｱ            | ｵｰｽﾄﾘｱ             | ﾍﾞﾙｷﾞｰ             | ｶﾅﾀﾞ               | ﾌﾗﾝｽ               | ﾄﾞｲﾂ               | ｱｲﾙﾗﾝﾄﾞ            | ﾆｭｰｼﾞｰﾗﾝﾄﾞ         | ｲｷﾞﾘｽ              | ｱﾒﾘｶ               | ゴールド認定                                                                                    | 販売枚数     |
| ---------------------------------------- | --------------------------------------------------------------------------------- | ------------------ | ------------------ | ------------------ | ------------------ | ------------------ | ------------------ | ------------------ | ------------------ | ------------------ | ------------------ | ----------------------------------------------------------------------------------------------- | ------------ |
| Boardface                                | - 2003年2月15日リリース - 販売ﾚｰﾍﾞﾙ: Creative Vibes                               | 93                 | —                  | —                  | —                  | —                  | —                  | —                  | —                  | —                  | —                  |                                                                                                 |              |
| Like Drawing Blood                       | - 2006年5月21日リリース - 販売ﾚｰﾍﾞﾙ: Creative Vibes                               | 13                 | —                  | 45                 | —                  | —                  | —                  | —                  | —                  | —                  | —                  | - ｵｰｽﾄﾗﾘｱ: 2×ﾌﾟﾗﾁﾅﾑ                                                                             |              |
| Making Mirrors                           | - 2011年8月19日リリース - 販売ﾚｰﾍﾞﾙ: Eleven: A Music Company, Samples 'n' Seconds | 1                  | 6                  | 3                  | 5                  | 8                  | 3                  | 7                  | 8                  | 4                  | 6                  | - ｵｰｽﾄﾗﾘｱ: 3×ﾌﾟﾗﾁﾅﾑ - ﾍﾞﾙｷﾞｰ: ﾌﾟﾗﾁﾅﾑ - ｶﾅﾀﾞ: ｺﾞｰﾙﾄﾞ - ﾄﾞｲﾂ: ｺﾞｰﾙ - ｲｷﾞﾘｽ: ｺﾞｰﾙﾄﾞ - ｱﾒﾘｶ: ｺﾞｰﾙﾄﾞ | - 53万8000枚 |
| "—" は、チャートに入らなかった事を表す。 |                                                                                   |                    |                    |                    |                    |                    |                    |                    |                    |                    |                    |                                                                                                 |              |

### その他
- Mixed Blood - 2007年発表のリミックスアルバム。
- Hearts a Mess Remix EP - アルバム『Like Drawing Blood』収録の楽曲「Hearts a Mess Remix」のリミックス集。